# Primula poluninii
Primula poluninii är en viveväxtart som beskrevs av Fletcher. Primula poluninii ingår i släktet vivor, och familjen viveväxter. Inga underarter finns listade i Catalogue of Life.